# Bluford
Bluford és una població dels Estats Units a l'estat d'Illinois. Segons el cens del 2000 tenia 785 habitants.

## Demografia
Segons el cens del 2000, Bluford tenia 785 habitants, 283 habitatges, i 223 famílies. La densitat de població era de 207,6 habitants/km².
Dels 283 habitatges en un 40,3% hi vivien nens de menys de 18 anys, en un 61,5% hi vivien parelles casades, en un 12% dones solteres, i en un 21,2% no eren unitats familiars. En el 16,6% dels habitatges hi vivien persones soles el 8,5% de les quals corresponia a persones de 65 anys o més que vivien soles. El nombre mitjà de persones vivint en cada habitatge era de 2,77 i el nombre mitjà de persones que vivien en cada família era de 3,09.
Per edats la població es repartia de la següent manera: un 28% tenia menys de 18 anys, un 8,8% entre 18 i 24, un 28,4% entre 25 i 44, un 20,9% de 45 a 60 i un 13,9% 65 anys o més.
L'edat mediana era de 35 anys. Per cada 100 dones de 18 o més anys hi havia 98,9 homes.
La renda mediana per habitatge era de 38.250 $ i la renda mediana per família de 40.515 $. Els homes tenien una renda mediana de 29.205 $ mentre que les dones 16.641 $. La renda per capita de la població era de 15.537 $. Aproximadament el 8,8% de les famílies i el 7,9% de la població estaven per davall del llindar de pobresa.

## Poblacions més properes
El següent diagrama mostra les poblacions més properes.